# Kanton Bergerac-1
Bergerac-1 is een kanton van het Franse departement Dordogne. Het kanton maakt deel uit van het arrondissement Bergerac. Het telt 18.348 inwoners in 201.
Het kanton omvat uitsluitend een deel van de gemeente Bergerac.
Bij decreet van 21 februari 2014, met uitwerking op 22 maart 2015, werd de verdeling van de kantons over de gemeente aangepast.